# سعيد زعايط
سعيد زعايط (? - توفي 21 مايو 2021)، هو فنان ممثل مغربي بتمازيغت. المعروف فنيا بلقب «بولعكوس». معروف بجهة سوس ماسة. شارك في عدة أفلام وأعمال فنية أمازيغية متفرقة، كما كان يشكل مع صديق دربه إد القاضي الملقب بـ”بوقساس” ثنائي كوميدي يحمل اسم “التركسبس بولعكوس”.

## وفاته
توفي مساء الجمعة 21 مايو 2021، داخل غرفة يقطن بها بحي الجرف ضواحي مدينة إنزكان، وفي ظروف مازالت غامضة، فتحت بشأنها السلطات الأمنية تحقيقا.